# Initiative populaire « pour un âge de l'AVS flexible »
L'initiative populaire  « pour un âge de l'AVS flexible » est une initiative populaire suisse, rejetée par le peuple et les cantons le 30 novembre 2008.

## Contenu
L'initiative propose de modifier l'article 112 de la Constitution fédérale pour donner un droit flexible à la retraite dès 62 ans révolus ; dans le cas d'une telle retraite anticipée, la rente AVS perçue doit être proportionnelle au temps de travail effectué avec une franchise pour les bas revenus.
Le texte complet de l'initiative peut être consulté sur le site de la Chancellerie fédérale.

## Déroulement

### Contexte historique
Depuis l'entrée en vigueur de l'AVS en 1948, l'âge de la retraite est fixé à 65 ans pour les hommes. Pour les femmes, la limité a été initialement fixée à 65 ans, puis abaissée à 63 ans en 1957 et à 62 ans en 1964. Lors de la 10e révision de cette assurance, votée le 25 juin 1995 et entrée en vigueur en 1996, l'une des principales modifications concerne l'élévation progressive de l'âge de la retraite des femmes de 62 à 64 ans. En contrepartie était introduit le concept de « retraite à la carte », permettant aux actifs ayant au moins 41 ans d'activité professionnelle de prendre plus rapidement leur retraite, moyennant une pénalité de 6,8 % par année d'anticipation. Dans le cadre de cette révision, trois initiatives sont déposées sur ce sujet ; l'initiative populaire « pour un assouplissement de l'AVS - contre le relèvement de l'âge de la retraite des femmes » déposée par la Société suisse des employés de commerce, l'initiative populaire « pour la 10e révision de l'AVS sans relèvement de l'âge de la retraite » présentée par l'Union syndicale suisse et l'initiative populaire « pour une retraite à la carte dès 62 ans, tant pour les femmes que pour les hommes » présentée par le Parti écologique suisse, sont également déposées. Aucune des trois initiatives ne seront cependant acceptées en votation.
Après le refus populaire de la 11e révision de l'AVS le 16 mai 2004 , une nouvelle proposition est formulée par le Conseil fédéral en 2006 ; cette nouvelle version reprend l'idée, présentée dans le projet refusé, d'un assouplissement de la réduction de rente en cas de retraité anticipée pour les bas salaires et relève l'âge de la retraite des femmes de 64 à 65 ans. Il prévoit également une « prestation de préretraite » pour les personnes à faible revenu.
À la suite de ces propositions jugées insuffisantes, l'union syndicale suisse lance cette nouvelle initiative avec pour but d'augmenter le pourcentage de personnes pouvant prendre une préretraite dès 62 ans, sans réduction de rente. Selon les initiants, « à l’approche de la retraite, la situation de chaque personne est différente » ; la réglementation sur les retraites doit ainsi permettre une plus grande adaptabilité pour répondre à ces différentes situations.

### Récolte des signatures et dépôt de l'initiative
La récolte des 100 000 signatures nécessaires a débuté le 21 juin 2005. Le 28 mars de l'année suivante, l'initiative a été déposée à la chancellerie fédérale qui l'a déclarée valide le 12 avril.

### Discussions et recommandations des autorités
Le parlement  et le Conseil fédéral recommandent tous deux le rejet de l'initiative. Dans son message adressé à l'assemblée fédérale, le gouvernement dénonce une tendance voulue par l'initiative à une baisse générale de l'âge de la retraite, alors même que la population vieillit ; en ce sens, et selon le Conseil fédéral, cette initiative va à l'encontre « des tendances observées en Europe et des recommandations de l'OCDE ». De plus, selon les calculs effectués par l'administration, l'initiative coûterait environ 1,5 milliard de francs par an à l'AVS, soit une augmentation de 0,4 % de la TVA.
Les recommandations de vote des partis politiques sont les suivantes : 
| Parti politique              | Recommandation |
| ---------------------------- | -------------- |
| Parti bourgeois-démocratique | non            |
| Parti chrétien-social        | oui            |
| Parti démocrate-chrétien     | non            |
| Parti évangélique            | oui            |
| Parti libéral                | non            |
| Parti radical-démocratique   | non            |
| Parti socialiste             | oui            |
| Vert'libéraux                | non            |
| Union démocratique du centre | non            |
| Union démocratique fédérale  | non            |
| Les Verts                    | oui            |

### Votation
Soumise à la votation le 30 novembre 2008, l'initiative est refusée par 16 6/2 cantons (soit tous à l'exception des cantons du Tessin, de Neuchâtel, de Genève et du Jura) et par 58,6 % des suffrages exprimés. Le tableau ci-dessous détaille les résultats par cantons :